# 加夫里尔·德热乌
加夫里尔·德热乌（羅馬尼亞語：Gavril Dejeu，發音：[ɡaˈvril deˈʒew]；1932年9月11日—）罗马尼亚政治家，1996年任维克托·乔尔贝亚政府的内政部长，1998年3月30日到4月17日接替乔尔贝亚代理总理职务，在拉杜·瓦西里政府继续担任内政部长至1999年1月。
德热乌生于克鲁日县波耶尼（Poieni），他毕业于克鲁日-纳波卡大学（巴贝什-鲍里亚大学前身）法律系。1990年加入国家农民党(PNŢCD)，1992年-2000年担任下议院议员。
他和他的妻子埃琳娜有一个女儿，弗拉维亚·弗拉德（Flavia Vlad）。